# Селница (Марија Бистрица)
Селница је насељено место у саставу општине Марија Бистрица у Крапинско-загорској жупанији, Хрватска. До територијалне реорганизације у Хрватској налазила се у саставу старе општине Доња Стубица.

## Становништво
На попису становништва 2011. године, Селница је имала 653 становника.

## Попис1991.
На попису становништва 1991. године, насељено место Селница је имало 857 становника, следећег националног састава:
| Попис 1991.‍ | Попис 1991.‍ | Попис 1991.‍ | Попис 1991.‍ | Попис 1991.‍ |
| ----------- | ----------- | ----------- | ----------- | ----------- |
|             |             |             |             |             |
| Хрвати      | Хрвати      |             | 849         | 99,06%      |
| Словенци    | Словенци    |             | 1           | 0,11%       |
| непознато   | непознато   |             | 7           | 0,81%       |
| укупно: 857 |             |             |             |             |